# Newlyn Tidal Observatory

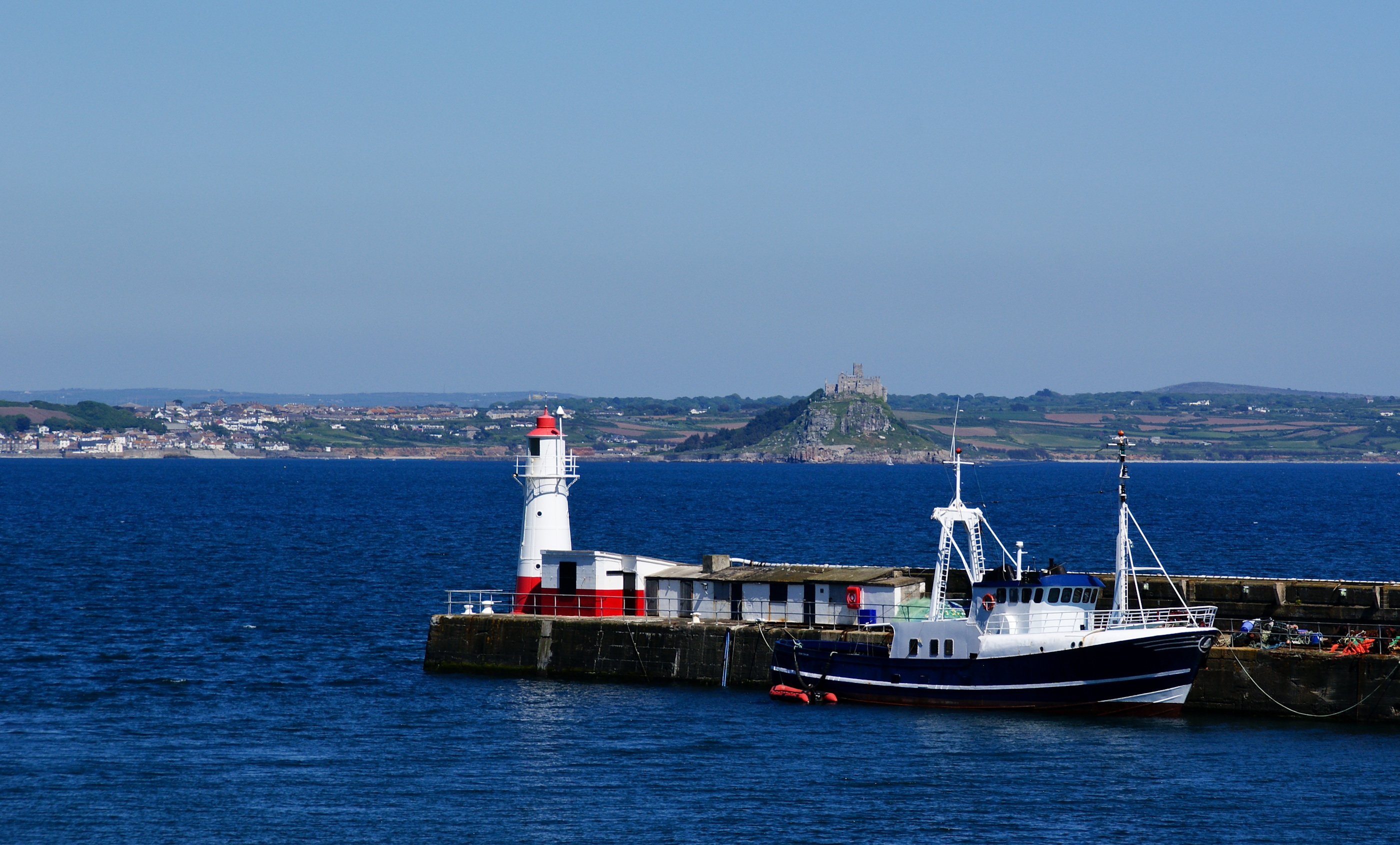
Newlyn harbour light

Das Newlyn Tidal Observatory ist ein denkmalgeschütztes Gebäude eines Mareografen (tide gauge) am South Pier in Newlyn, Cornwall. Messungen des Meeresspiegels, die zwischen 1915 und 1921 am Observatorium durchgeführt wurden, dienten zur Definition des Referenzniveaus, Ordnance Datum Newlyn (OD), zur Höhenbestimmung auf der Britischen Hauptinsel. Der Ozeanpegel hat über 100 Jahre Daten zum Meeresspiegel gesammelt.

## Gebäude und Lage
Das Observatorium ist ein Gebäude hinter dem Leuchtturm am Ende des South Pier in Newlyn, in der Nähe von Penzance in Cornwall. Es ist eine kleine Betonhütte und ist rot und weiß gestrichen. Im Inneren des Gebäudes befindet sich ein Ordnance Survey Benchmark (Höhenfestpunkt), der aus einem Messingbolzen (brass bolt, OSBM SW 4676 2855) und einem Schwallrohr (stilling well) mit einem Durchmesser von 1,6 m (5 Fuß 3 Zoll) besteht, welches in den Pier eingelassen ist und über einen Einlass Zugang zum Meer hat.

## Geschichte

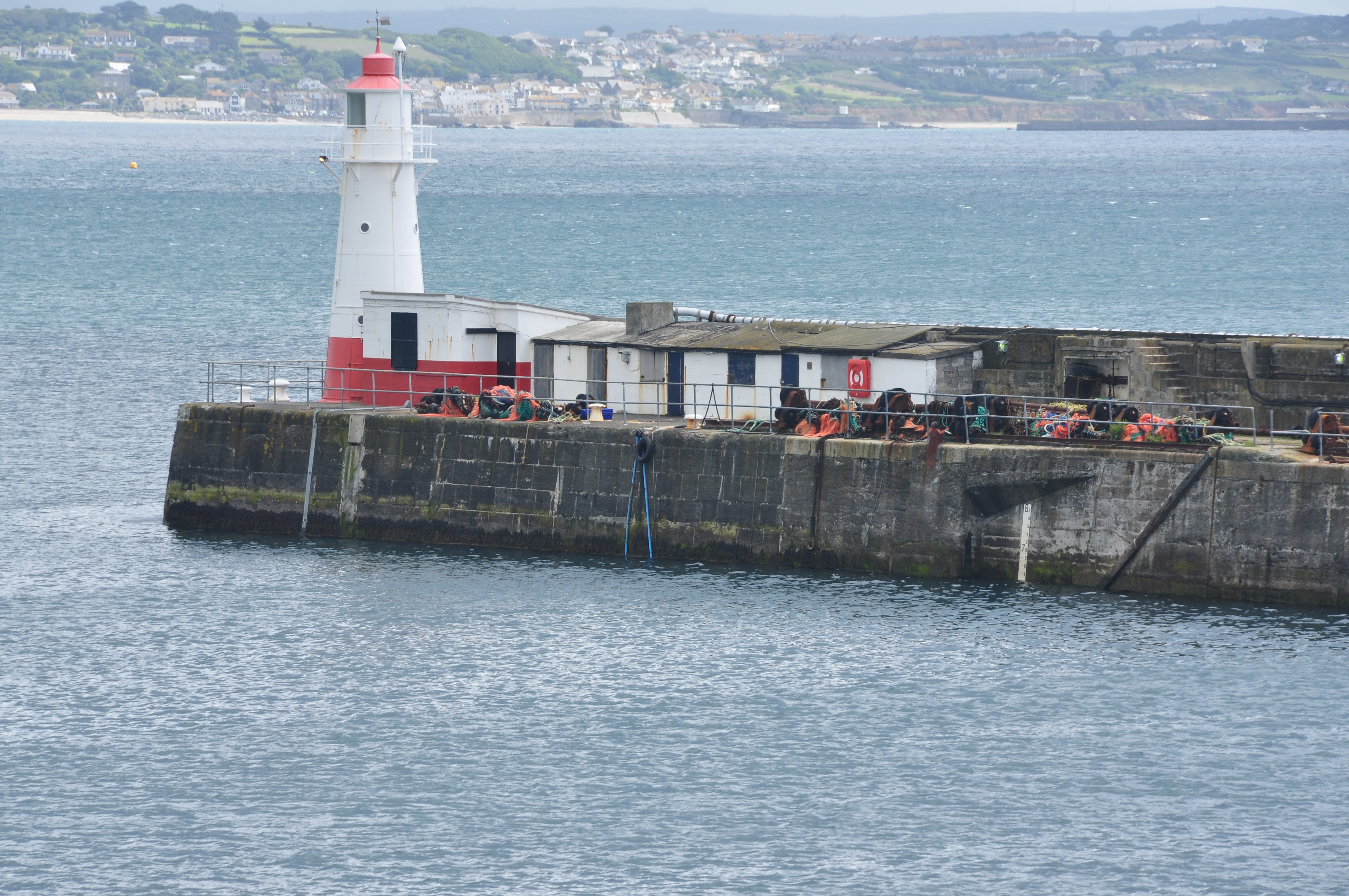
Das Observatory Building 2011.

Ordnance Survey richtete das Observatorium 1915 ein, um zur Messung eines nationalen vertikalen Datums (Referenzhöhe) beizutragen, welches durch den mittleren Meeresspiegel definiert wird. Die anschließende sechsjährige Messkampagne am Observatorium, die vom 1. Mai 1915 bis zum 30. April 1921 durchgeführt wurde, ergab, dass der mittlere Meeresspiegel 4,751 m (15,59 ft) unter dem Niveau des Messingbolzens im Inneren der Hütte lag. Aufgrund des stabilen darunter liegenden Granitgrundgesteins, der Nähe zum offenen Ozean und der Abwesenheit von Flüssen wurden die Beobachtungen in Newlyn als Grundlage oder Bezugspunkt für Höhenmessungen in ganz Großbritannien ausgewählt. Um das Referenzdatum im ganzen Land zu realisieren, wurden zu Beginn des 20. Jahrhunderts Nivellement (Wasserwaagentechniken) eingesetzt, um ein landesweites Netzwerk von etwa 200 grundlegenden Benchmarks zu messen, die sich alle auf den Newlyn-Messingbolzen bezogen.
Von 1915 bis 1983 maß das Observatorium den Meeresspiegel mit einem Schwimmer im Schwallrohr und einem Messgerät von Cary und Porter. Aufgrund der Fortschritte in der Technologie wurde 1981 ein Aanderaa-Druckmessgerät installiert, das neben dem Bohrlochmessgerät betrieben wird. Seit 1983 ist der primäre Sensor ein Bubbler-Manometer (bubbler pressure gauge).
Ordnance Survey betrieb den Gezeitenmesser bis 1983, woraufhin das Natural Environment Research Council den Betrieb übernahm. Das Observatorium wurde im Dezember 2018 von Historic England in die Denkmalliste (grade II listed) eingetragen. 2023 wird das Observatorium vom National Oceanography Centre betrieben mit Unterstützung der UK Environment Agency.

## Bedeutung

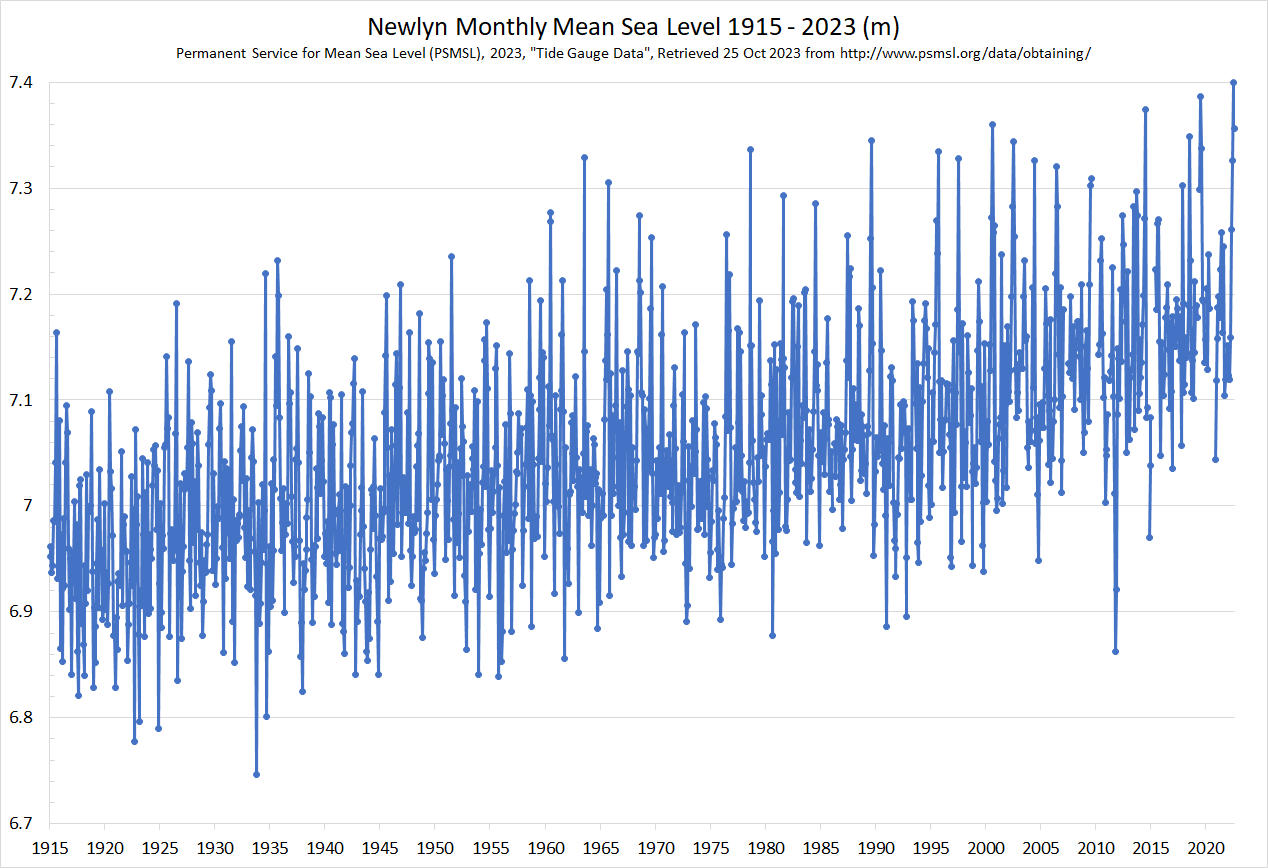
Time series plot of monthly Mean Sea Level at Newlyn, Cornwall, 1915–2023.

Die sechs Jahre lang bis 1921 am Observatorium erfassten Beobachtungen definieren weiterhin das Höhenreferenzsystem für Großbritannien mit vielfältigen Anwendungen, darunter Hochwasserplanung, Verständnis der Luftverschmutzung, Infrastrukturdesign und Lieferungen durch unbemannte Luftfahrzeuge.
Im Jahr 2016 veröffentlichte Bradshaw mit Kollege einen Artikel zum Gedenken an 100 Jahre Meeresspiegelmessungen am Newlyn-Observatorium, in welchem er insbesondere hervorhob, wie die gesammelten Daten „eine grundlegende Rolle in der britischen Geodäsie und Ozeanographie gespielt hatten“ („played a fundamental role in UK geodesy and oceanography“). 2021 wurde die Auswirkungen der Daten auf Ozeane und Ozean-Studien zum Klimawandel zur Kenntnis genommen.